# Mother Sarah
Mother Sarah (沙流羅) est un manga (bande dessinée japonaise) écrit par Katsuhiro Ōtomo et dessiné par Takumi Nagayasu.
Le manga a été prépublié à partir de 1990 dans le magazine japonais Young Magazine puis édité par Kōdansha en 7 tomes, contre 11 tomes publiés en français par Delcourt entre 1996 et 2006.

## Synopsis
Après la guerre nucléaire qui a transformé la Terre en un désert empoisonné, les derniers survivants de l'espèce humaine se sont retirés dans des colonies en orbite, où ils créèrent ce nouveau monde, flottant perpétuellement au dessus de ces territoires désolés qui furent jadis leur foyer. Le temps passant, un nouveau gouvernement fut formé. Les colons commencèrent à s'ajuster à cette nouvelle vie dans l'espace, et la société humaine trouva peu à peu un équilibre inespéré.
Mais sept ans après le grand exode, un scientifique visionnaire ébranla cet équilibre et plongea les colonies dans la tourmente : une bombe massive, immensément puissante mais propre, pourrait être utilisée pour incliner l'axe de rotation de la Terre. Le climat serait changé pour toujours, enfouissant les ruines irradiées de l'hémisphère nord sous un épais manteau de glace et de neige, et transformant les déserts et fonds marins du sud en une nouvelle terre d'accueil pour la vie humaine.
Le plan divisa le peuple en deux camps inconciliables. D'abord, les progressistes, désireux d'utiliser la bombe pour offrir un nouvel avenir sur Terre à l'humanité, appelés Epoch. Ensuite, les néo-conservateurs, auto-proclamés défenseurs de la Terre Mère, pour qui l'humanité avait déjà eu sa chance et ne devait plus jamais blesser la planète.
Les radicaux de chaque camp déclenchèrent des campagnes de terreur, plongeant les colonies dans les tourments de la guerre civile. Le gouvernement s'effondra pour laisser place au chaos. Epoch réussit à mener à bien la conception de la bombe et l'utilisa. Un nouvel enjeu encore plus grand apparut alors pour les deux camps : le contrôle de la planète nouvellement habitable. Avec la guerre en cours et les ravages qu'elle engendrait, il n'y avait pas de temps à perdre : un nouvel exode se mit en place depuis les refuges volants jusqu'au monde hostile en dessous.
Séparée de ses trois enfants lors du départ de la colonie il y a 10 ans, Sarah est à leur recherche à travers un monde ravagé et en proie aux conflits armés des deux factions.

## Personnages
- Sarah : personnage principal, une mère de famille combative, est à la recherche de ses enfants.
- Tsé Tsé : marchand ambulant qui accompagne Sarah.
- Toki : sergent de Mother Earth incapable de tuer un homme.
- Lucia : jeune fille qui cherche l'eau dans une source.
- La Commandante : considérée comme une mère au sein d'Epoch. Elle est cruelle, préférant voir des hommes manipulés par la drogue dans une lutte. Elle sera tuée par Kébu.
- Maru : jeune officier d'Epoch qui s’interpose face aux actes de la Commandante et à la radioactivité.
- Zach : jeune officier d'Epoch, manipulateur envers les adultes, ayant manipulé Kébu. Il sera tué par celui-ci.
- Kébu : jeune colosse soldat d'Epoch manipulé par Zach, se révélant capable d’utiliser une arme à feu contre la Commandante et Zach.
- Mère Thérèse : ayant manipulé (Manipulation mentale) plusieurs jeunes filles pour s'opposer aux tanks, elle sera volatilisée dans l'explosion.
- Satoko : fille biologique de Sarah, devenue religieuse. Elle est manipulée par Mère Thérèse et elle portera l'enfant de Yukito.
- Yukito : jeune soldat amoureux de Satoko. Il sera tué par son propre commandant, alors qu'il tente d'aider les jeunes religieuses et Satoko.
- Harato : fils biologique de Sarah devenu le meneur des rebelles. De plus, il ressemble à sa mère.
- Tsumuri : autre fils biologique de Sarah dont on a aucune nouvelle.
- Klaus : imposteur qui se fait passer pour Tsumuri.
- Byron : il apparaît dans les tomes 10 et 11.
- Le Commandant : dans les tomes 4 et 5, il veut la peau des opposants aux tanks.
- Le Colonel : officier sans scrupules, cherchant l'or dans le tome 1.
- Bard : mari de Sarah dans le tome 10 et 11, il sera tué par un ennemi et Sarah vengera sa mort en tuant son meurtrier et ses complices.
- Les hommes en scaphandre : présents dans le tome 10.

## Publication en français
Publication Delcourt 1996 - 2006 :
- Tome 1 : Retour sur terre, 1996,  (ISBN 2-84055-083-0)
- Tome 2 : La ville des enfants, 1996,  (ISBN 2-84055-097-0)
- Tome 3 : Manipulations, 1996,  (ISBN 2-84055-105-5)
- Tome 4 : Sacrifices, 1997,  (ISBN 2-84055-131-4)
- Tome 5 : Soupçons, 1997,  (ISBN 2-84055-166-7)
- Tome 6 : Déserteurs, 1998,  (ISBN 2-84055-195-0)
- Tome 7 : Conférence de paix, 1998,  (ISBN 2-84055-224-8)
- Tome 8 : Trahisons, 1999,  (ISBN 2-84055-269-8)
- Tome 9 : Déflagrations, 1999,  (ISBN 2-84055-392-9)
- Tome 10 : La ville de demain 1/2, 2005,  (ISBN 2-84055-489-5)
- Tome 11 : La ville de demain 2/2, 2006,  (ISBN 2-7560-0012-4)

Delcourt annonce en décembre 2018 sur Twitter ne plus posséder les droits, et ne peut donc réimprimer le manga.